# Microcerotermes cylindriceps
Microcerotermes cylindricips, là một loài mối nhỏ thuộc chi Microcerotermes. Nó được tìm thấy ở khu vực Pankulum của Sri Lanka.